# Manufacture des dentelles d'Auxerre
En 1657, Colbert acheta la baronnie de Seignelay dans l'Yonne, au sein de laquelle, en 1664, il créa à Seignelay trois manufactures : serge (drap et soie), dentelles et bas de laine. 
Colbert écrivit à la directrice Madame de la Petitière, logée et payée pour apprendre aux femmes le "point de Venise", pour l'inciter à accueillir les jeunes de la ville en apprentissage, alors qu'une partie d'entre eux semblaient la bouder.
En 1684, il ne resta plus en activité que la manufacture de dentelle qui elle-même ne tarda pas à disparaître.